# Antarctothoa aporosa
Antarctothoa aporosa is een mosdiertjessoort uit de familie van de Hippothoidae. De wetenschappelijke naam van de soort is voor het eerst geldig gepubliceerd in 1909 door Levinsen.